# Рубі Туї
Рубі Туї (англ. Ruby Tui, нар. 13 грудня 1991) — новозеландська регбістка, срібна призерка Олімпійських ігор 2016 року.

## Виступи на Олімпіадах
| Олімпіада           | Дисципліна | Місце |
| ------------------- | ---------- | ----- |
| Ріо-де-Жанейро 2016 | регбі-7    | 2     |

## Зовнішні посилання
- Рубі Туї — олімпійська статистика на сайті Sports-Reference.com (англ.) (архівна версія)

1. 1 2 3  https://www.nowtolove.co.nz/lifestyle/career/womens-rugby-sevens-player-ruby-tui-says-sport-helped-her-overcome-a-difficult-upbringing-39115
2. ↑  https://www.stuff.co.nz/sport/olympics/125744521/from-kerikeri-to-invercargill-where-new-zealands-tokyo-olympians-went-to-school